# Tactics
tactics (jap. タクティクスュ Takutikusu) – manga współtworzona przez Sakurę Kinoshitę i Kazuko Higashiyamę, wydawana w magazynie Comic Blade Masamune. Postać Kantarō została wykreowana przez Kinoshitę, a postać Haruka – przez Higashiyamę. Manga została zaadaptowana w 25-odcinkowe anime przez Studio Deen, które było nadawane od 5 października 2004 r. do 29 marca 2005 r.

## Opis fabuły
Akcja rozgrywa się w Japonii, w okresie Taishō. Jest to historia Kantarō Ichinomiyi, młodego człowieka ze zdolnością widzenia yōkai i innych mitycznych bestii. Kiedy był dzieckiem, ta umiejętność spowodowała odrzucenie go przez ludzi. Jego przyjaciele yōkai powiedzieli mu, że aby stać się silniejszym, musi znaleźć żywiącego się oni tengu. Młody Kantarō przyrzeka go znaleźć i nazwać go. Poprzez nazwanie yōkai człowiek staje się jego panem, a umowa może być zerwana tylko przez pana. Kiedy Kantarō dorasta, wybiera pracę jako folklorysta, a czasami także jako egzorcysta. Pewne zadanie prowadzi Kantarō w góry, gdzie kapliczka ukazuje miejsce zapieczętowania tengu. Wzywając tengu imieniem Haruka, Kantarō łamie pieczęć i staje się panem Haruki. W miarę upływu czasu, Kantarō, Yōko i Haruka rozwijają bliską przyjaźń. Jest ona zagrożona przez wspomnienia powracające do Haruki i jego pragnienie, aby dowiedzieć się więcej o swojej przeszłości.

## Bohaterowie
Kantarō Ichinomiya (jap. 一ノ宮 勘太郎 Ichinomiya Kantarō)
Seiyū: Kōki Miyata 
Młody folklorysta pracujący także jako egzorcysta. Posiada zdolność widzenia yōkai. Kantarō jest bardzo inteligentny, podstępny i manipulatywny. Jest w stanie nakłonić innych do robienia tego, co chce, i przewidzieć ich reakcje, przez co jest nazywany taktykiem przez Harukę, stąd tytuł tej serii. Mimo tego, Kantarō ma dobre serce. Chociaż jest to typowe dla egzorcysty zabić yōkai, Kantarō woli rozmawiać z nimi i patrzy na swoją pracę jako sposób, aby im pomóc. Jego nastawienie zostało skrytykowane zarówno przez Harukę i Sugino, uważając, że może to stanowić dla niego zagrożenie.
Haruka (jap. 春華)
Seiyū: Takahiro Sakurai 
Nazywany pożerającym oni tengu, jest najsilniejszy ze wszystkich yōkai. Kantarō, po tym jak nadał mu imię, stał się jego panem i przyjacielem. Haruka posiada moc kontrolującą pioruny. Niekiedy, np. podczas gdy atakuje oni, Haruka może przyjąć swoją prawdziwą postać yōukai. Jest wysokim brunetem z czarnymi skrzydłami, które może ukryć lub ujawnić. Harukę niepokoi jego brak pamięci, niezdolność do jedzenia yōkai i utrata mocy, co zaczyna wpływać na jego samopoczucie.
Yōko (jap. ヨーコ)
Seiyū: Tomoko Kawakami 
Jest kitsune yōkai, nazwane przez Kantarō. Na początku serii Yōko mieszkała już z Kantarō. Jest głośna, impulsywna i często traci nad sobą panowanie przez Kantarō. Może sprawić, że jej lisie uszy pojawiają się i znikają kiedy zechce, a także może przybrać postać. Pełni rolę gospodyni w domu Kantarō. Zanim zamieszkała z Kantarō, Yōko była początkowo samotnym yōkai. Sprawiała, że podróżujący myśleli, że jest członkiem ich rodziny. Yōko udawała żonę Kantarō, ale on zorientował się, że jest yōkai i zaprosił ją swego domu.
Suzu Edogawa (jap. 珠洲 江戸川 Suzu Edogawa)
Seiyū: Nana Mizuki 
Bogata nastolatka, która ciągle pomaga Katarō w jego sprawach. Po raz pierwszy spotkała go w odcinku 1, i później zwykle odwiedza go w jego domu. Często nazywana jest "Suzu-chan", utrzymuje bardzo bliskie stosunki z Yōko. Darzy Harukę uczuciami, a Katarō często traktuje surowo.
Sugino (jap. スギノ様 Sugino-sama)
Seiyū: Sōichirō Hoshi 
Sugino jest białym tengu i "bogiem" Sugino Village, dlatego jest on często nazywany Sugino-sama. W przeciwieństwie do czarnego tengu, który rodzi się jako tengu, biały tengu jest początkowo potężnym, nadmiernie dumnym człowiekiem (kapłanem lub mnichem), który zmienił się w tengu.

## Manga
| Tom | Data wydania (w Japonii) | ISBN               |
| --- | ------------------------ | ------------------ |
| 1.  | 10 września 2002         | ISBN 4-901926-02-0 |
| 2.  | 10 września 2002         | ISBN 4-901926-03-9 |
| 3.  | 10 marca 2003            | ISBN 4-901926-41-1 |
| 4.  | 10 marca 2004            | ISBN 4-86127-034-0 |
| 5.  | 9 września 2004          | ISBN 4-86127-085-5 |
| 6.  | 10 marca 2005            | ISBN 4-86127-127-4 |
| 7.  | 10 września 2005         | ISBN 4-86127-198-3 |
| 8.  | 10 lipca 2006            | ISBN 4-86127-288-2 |
| 9.  | 30 marca 2007            | ISBN 4-86127-375-7 |
| 10. | 28 marca 2008            | ISBN 4-86127-487-7 |
| 11. | 10 marca 2009            | ISBN 4-86127-604-7 |
| 12. | 10 marca 2010            | ISBN 4-86127-717-5 |
| 13. | 15 marca 2011            | ISBN 4-86127-845-7 |
| 14. | 15 marca 2012            | ISBN 4-86127-968-2 |
| 15. | 15 maja 2013             | ISBN 4-8000-0163-3 |

## Anime

### Muzyka
Opening
- "Secret World"

Słowa: Yuriko Mori
Kompozycja i aranżacja: Kazuya Nishioka
Wykonanie: Miki Akiyama
Ending
- "Mienai Chikara" (jap. ミエナイチカラ)

Słowa: Yuriko Mori
Kompozycja i aranżacja: Kazuya Nishioka
Wykonanie: Miki Akiyama